# مدینه (منطقه شهری)

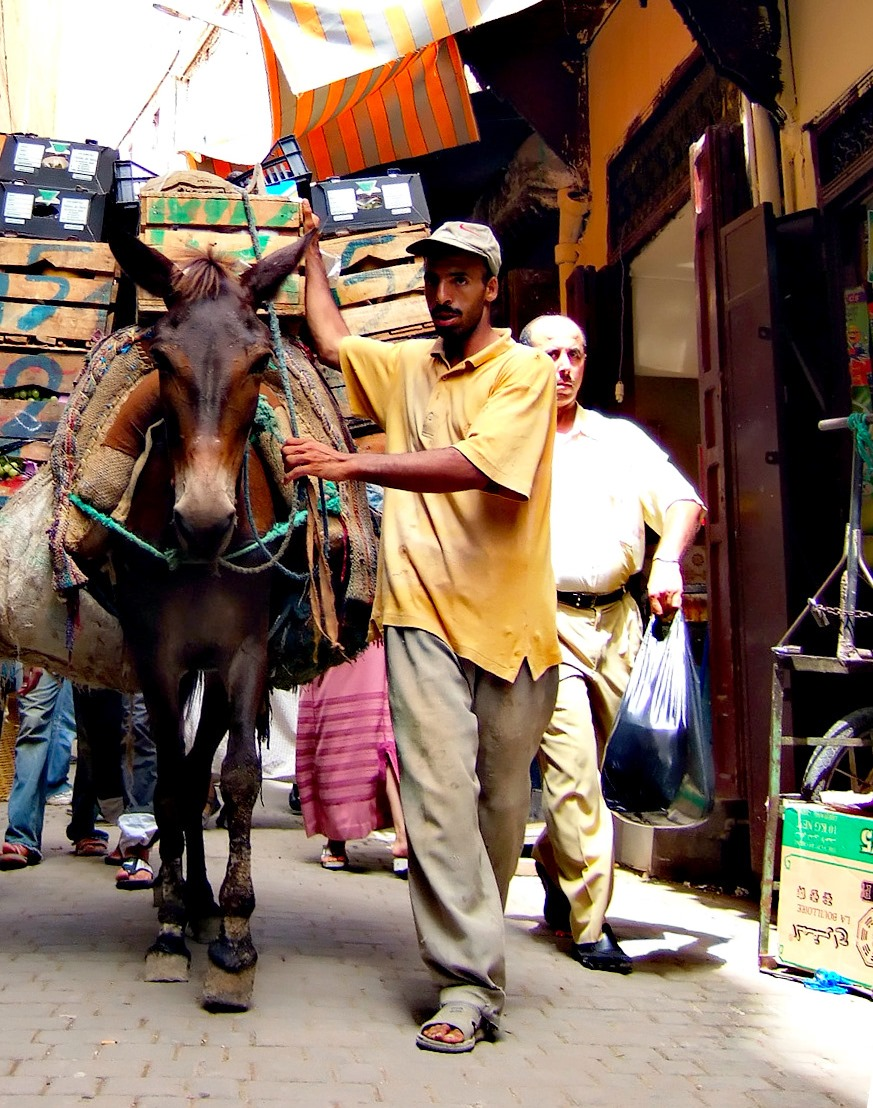
قاطری در حال جا به جایی کالا در مدینهٔ بدون ماشین فاس درمراکش.

مدینه(عربی: المدينة القديمة) بخش متمایزی از شهر در برخی از شهرهای شمال آفریقا و مالتا است. مدینه‌ها معمولاً محصور دارای تعداد زیادی خیابان باریک و هزارتو مانند هستند.

## توصیف
محله‌های مدینه اغلب شامل چشمه‌های تاریخی، کاخ‌ها، مساجد و گاهی کلیساها هستند.
از آنجا که خیابان‌ها بسیار باریک‌اند، مدینه‌ها عموماً دارای مسیر سواره‌رو نیستند و در برخی موارد حتی موتورسیکلت و دوچرخه نیز وجود ندارند. خیابان‌ها ممکن است کمتر از یک متر عرض داشته باشند. این امر آنها را در میان مراکز شهری پرجمعیت منحصر به فرد می‌کند. مدینه فاس یا فاس البالی یکی از بزرگترین مناطق شهری بدون خودرو در جهان است.

## فهرست

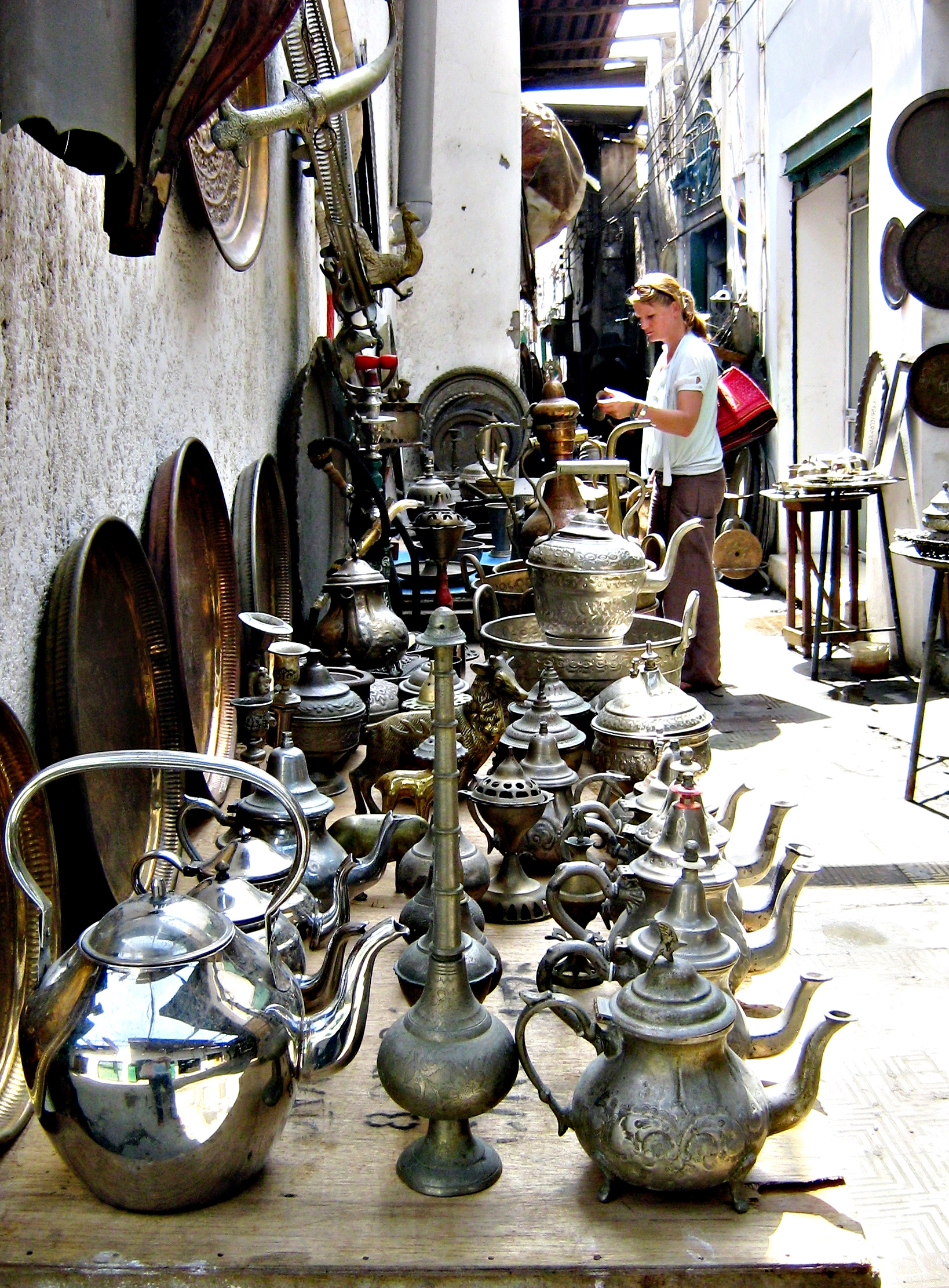
مدینه طرابلس در لیبی

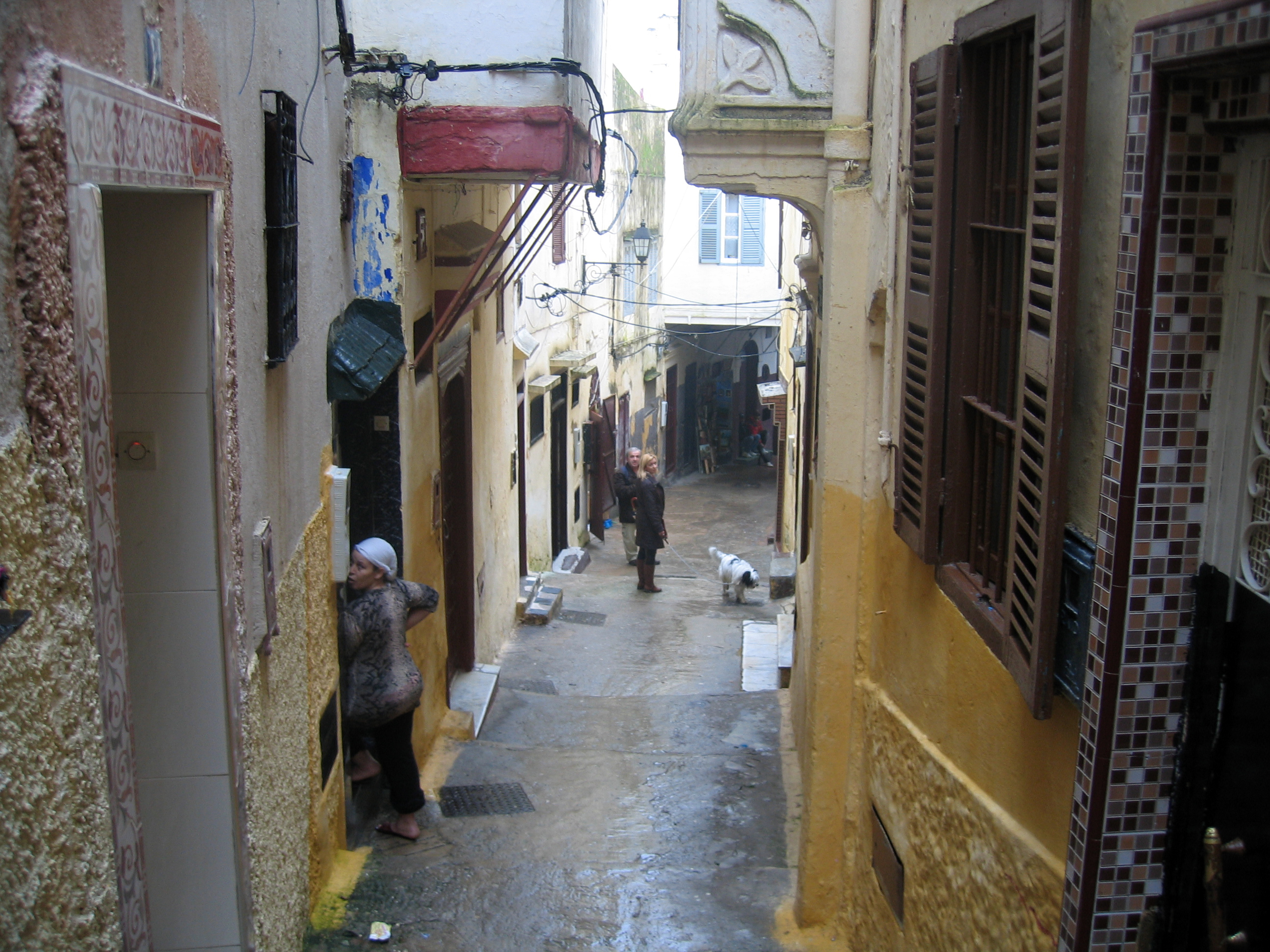
مدینه طنجه در مراکش

### الجزایر
- الجزیره، قصبه الجزیه مدینه ای است که نامش را از قلعه آن گرفته‌است.
- دلس، قصبه دلس

### لیبی
- درنه
- غدامس
- غریان
- هون
- مرزق
- طرابلس
- ودان
- تازربو
- بنغازی

### مالت
- مدینا، مالت دارای ویژگی‌های مدینه از دوران حاکمان گذشته عرب است.

### مراکش
- کازابلانکا، مراکش
- شفشاون، مراکش
- صویره، مراکش
- مدینه فاس، دارای دو مدینه باستانی است که نشان دهندهٔ این واقعیت است که شهر امروزی از دو شهر قرون وسطایی جداگانه که در کنار هم قرار گرفته‌اند، ساخته شده‌است.
- مدینه مراکش در کشور مراکش، مدینه‌ای بزرگ و تاریخی دارد.
- مکناس، مراکش
- رباط، مراکش
- طنجه، مراکش
- تازه، مراکش
- تطوان، مراکش

### تونس
- الحمامات، تونس
- قیروان، تونس
- المنستیر، تونس
- مدینه صفاقس، تونس
- مدینه سوسه، تونس
- مدینه تونس، تونس شامل مسجد معروف زیتونه

### مدینه‌های از میان رفته
- گرانادا، اسپانیا
- سویل، اسپانیا
- کوردوبا، اسپانیا